# Juan Iriarte Cárdenas
Juan José Iriarte Cárdenas (Iquitos, 12 de septiembre de 1979) es un exfutbolista peruano. Jugaba de mediocampista. Tiene 45 años.

## Trayectoria
Juan Iriarte empezó en 1998 su carrera a nivel profesional con Universitario de Deportes que ese año, bajo las órdenes del técnico argentino Osvaldo Piazza, promocionó varios juveniles. Al siguiente año, ya sin Piazza, no llega a tener participación en el equipo por lo cual para el 2000 se va a jugar en la segunda división peruana por el América Cochahuayco, equipo filial de Universitario. El 2001 regresa a la primera división al ser contratado por el Deportivo Wanka. La siguiente temporada viste la camiseta del Olímpico Somos Perú, equipo con el cual disputa la segunda los siguientes dos años. El 2005 Deportivo Municipal requiere sus servicios en su intento por recuperar la categoría, meta que cumple el 2006. Desde el 2007 Iriarte comienza a asentarse en la máxima categoría, primero con Municipal y a partir del 2008 en el José Gálvez de Chimbote, en donde juega la temporada 2008 y 2009. Para el 2010 fue contratado por el FBC Melgar de Arequipa, teniendo poca participación.

### Deportivo Municipal
Iriarte llegó al Deportivo Municipal en el año 2005 proviente del Olímpico Somos Perú donde ya había sido figura. De la mano del técnico Manuel Rodríguez, Juan logra hacerse titular por la banda derecha. Y tras la salida Rodríguez y la llegada de Roberto Arrelucea, Iriarte logra mantenerse en la titularidad y hasta hacerse figura de la franja a pesar de la irregular campaña del cuadro edil en ese año. Al final de ese año entra el técnico Juan José Tan y el Municipal se queda un año más en la segunda al quedar en tercer lugar.
En el año 2006 y con el mando de Juan José Tan el Municipal logra hacer una gran campaña teniendo a Iriarte de 10 y figura, marcando goles y pases goles claves a Marco Portilla y Roberto Farfán, que a la postre le darían el tan ansiado ascenso a primera división.
En el 2007 a pesar del descenso sufrido por el municipal, Juan Iriarte logró el mejor desempeño de su carrera. Siendo titular en la mayoría de los compromisos, logró hacer una ofensiva temible al costado de Renzo Sheput y Masakatzu Sawa. Incluso logró marcar en las victorias sobre Universitario y Sporting Cristal, ensayando su conocida "jugada indescifrable".

## Clubes
| Club                      | País | Año       |
| ------------------------- | ---- | --------- |
| Universitario             | Perú | 1998-1999 |
| América Cochahuayco       | Perú | 2000      |
| Deportivo Wanka           | Perú | 2001      |
| Olímpico Somos Perú       | Perú | 2002-2004 |
| Deportivo Municipal       | Perú | 2005-2007 |
| José Gálvez FBC           | Perú | 2008-2009 |
| FBC Melgar                | Perú | 2010      |
| Universidad César Vallejo | Perú | 2011      |
| Los Caimanes              | Perú | 2012      |
| Defensor San Alejandro    | Perú | 2013      |
| Alianza Universidad       | Perú | 2014      |
| Carlos A. Mannucci        | Perú | 2015      |

## Palmarés

### Campeonatos nacionales
| Título                    | Club                | País | Año  |
| ------------------------- | ------------------- | ---- | ---- |
| Segunda División del Perú | Olímpico Somos Perú | Perú | 2004 |
| Segunda División del Perú | Deportivo Municipal | Perú | 2006 |